# كايل كالبرتسون
كايل كالبرتسون (بالإنجليزية: Kyle Culbertson)‏ هو لاعب كرة قدم أمريكي في مركز الدفاع، ولد في 16 نوفمبر 1992 في كولومبوس في الولايات المتحدة. لعب مع بيرمينغهام لجيون ونادي سانت لويس.